# AMS Euler
AMS Euler 是一款直立意大利体，由美国数学学会（AMS）委托字体设计师赫尔曼·察普夫设计，高德纳与他在斯坦福大学的研究生提供技术上的帮助。字体的版权归属于美国数学学会。AMS Euler模仿数学家在黑板上演算数学公式的字迹，Euler直立的风格即是由于黑板字迹通常并不呈现斜体样式。这款字与赫尔曼·察普夫设计的其他字体（如帕拉提诺体、Aldus以及Melior）搭配起来十分协调，但是和TeX系统的默认字体Computer Modern混排效果很差。
数字化的Euler字形是由高德纳开发的计算机辅助字体设计系统Metafont制作完成的。察普夫在1980年至1981年的两年的时间内设计完成了整套Euler字体的字形，于1983年后又为数字版做了质量监督与指导工作。斯坦福大学的计算机科学系与数字文字设计专业的学生完成了Euler的Metafont开发工作。这项工作由John Hobby指导，Scott Kim、Carol Twombly、Daniel Mills、David Siegel等人先后加入其中。其中Siegel在1985年完成了整个项目的数字化工作，并以此作为自己硕士论文的题目。
AMS Euler字体的得名是为了纪念伟大的数学家欧拉。
AMS Euler字体的数字化最初是用METAFONT实现的，它的首次排印出现在了《具体数学》一书。在这本高德纳的著作中，Euler字体被大量使用。同样在这本书中被首次使用的也有高德纳本人的Concrete Roman字体，用以与AMS Euler搭配。Metafont格式的Euler字体后来被Berthold Horn、Barry Smith、Henry Pinkham和Ian Morrison等人转为PostScript Type 1格式。现在这款字体同样有TrueType格式。

使用 AMS Euler 字体排版的公式。

Euler 字体家族包括七套字母表：拉丁字母、希腊字母、哥特体拉丁字母、粗拉丁字母、粗希腊字母、粗手写体以及粗哥特体。

## Euler 字体的重制
2009年，美國數學學會发布了AMS字体3.0版，察普夫对其中的一些字形做了修改。Hans Hagen、Taco Hoekwater与Volker RW Schaa 三人对这项工作帮助颇多。
2008年1月10日，更新发布，这一天恰好是高德纳的生日。
由于这些更新都是使用了2.2版本的度量，用户在更新时无需更改 .tfm 文件。由于这些更新只修改了Type 1文件，不兼容的METAFONT资源在发行版中被移除。
重制版本的许可证迁移到了SIL开源字体授权。
Neo Euler字体基于这一重制版制作，但是加入了OpenType math特性。

## 主要参考
1. ↑  Knuth, Donald E.; Zapf, Hermann. . Scholarly Publishing (Toronto: University of Toronto Press). April 1989, 20 (3): 131–157.
2. ↑  Zapf, Hermann. . Chicago: Society of Typographic Arts. 1987.
3. ↑  Knuth, Donald E.  (PDF). TUGboat (Providence, RI: TeX Users Group). April 1989, 10 (1): 31–6  [2012-02-11]. （原始内容存档 (PDF)于2011-11-06）.
4. 1 2  .   [2016-10-24]. （原始内容存档于2019-09-19）.
5. ↑  Hagen, Hans; Hoekwater, Taco; Schaa, Volker RW.  (PDF). TUGboat (Providence, RI: TeX Users Group). June 2008, 29 (2): 283–7  [2012-02-11]. （原始内容存档 (PDF)于2011-11-06）.
6. ↑   (PDF). Tug.org.   [2015-06-10]. （原始内容存档 (PDF)于2016-03-04）.
7. ↑  . Github.com.   [2015-06-10]. （原始内容存档于2015-08-02）.